# Libchavy
Libchavy (en allemand : Lichwe) est une commune du district d'Ústí nad Orlicí, dans la région de Pardubice, en République tchèque. Sa population s'élevait à 1 786 habitants en 2024.

## Géographie
Libchavy se trouve à 4 km au nord d'Ústí nad Orlicí, à 44 km à l'est de Pardubice et à 140 km à l'est de Prague.
La commune est limitée par České Libchavy au nord, par Žampach au nord-est, par Hnátnice à l'est, par Dolní Dobrouč au sud-est, par Ústí nad Orlicí au sud, et par Orlické Podhůří à l'ouest.

## Histoire
La première mention écrite de la localité date de 1227.

## Administration
La commune se compose de deux sections :
- Dolní Libchavy
- Horní Libchavy

## Galerie

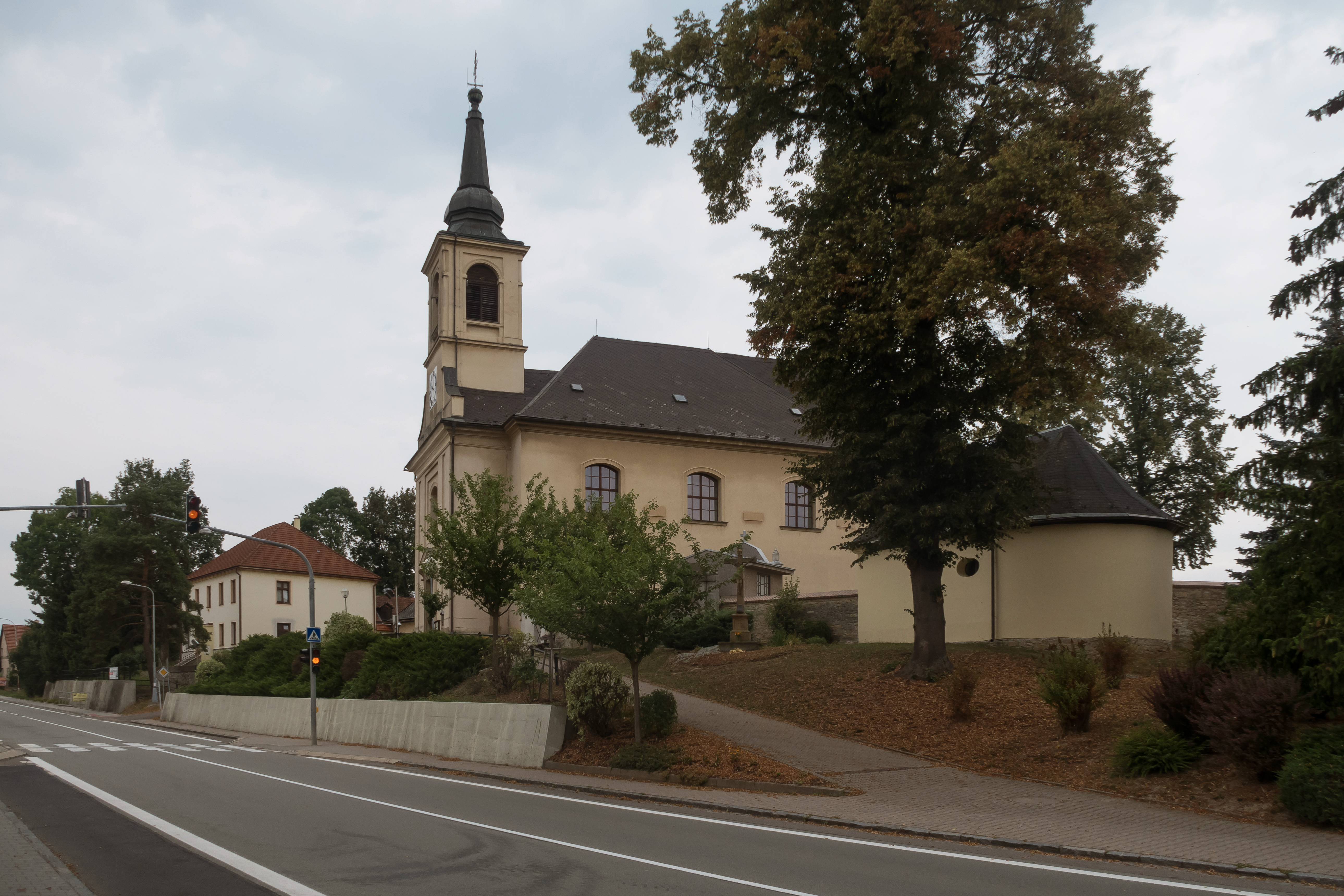
L'église Saint-Nicolas.
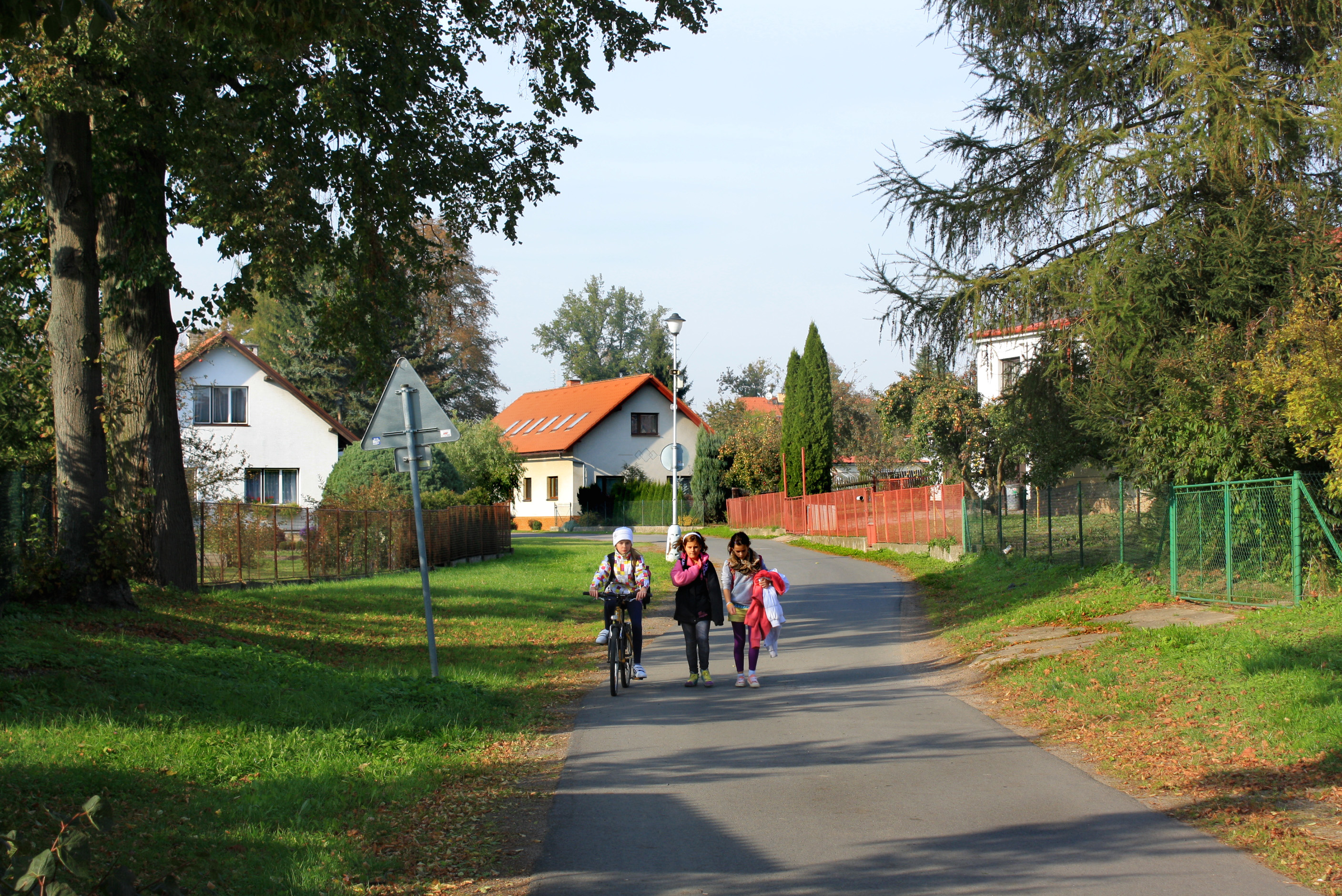
Dolní Libchavy : rue latérale.

## Transports
Par la route, Libchavy trouve à 3,5 km d'Ústí nad Orlicí, à 54 km de Pardubice et à 167 km de Prague. 